# Misstänkt för mord
Misstänkt för mord (engelska: Presumed Innocent) är en amerikansk thrillerfilm från 1990, regisserad av Alan J. Pakula. Handlingen är baserad på boken med samma namn av Scott Turow.
Filmen handlar om Rust Sabich, en åklagare. Han utreder mordet på sin före detta älskarinna Carolyn när det visar sig att hans egna fingeravtryck finns på ett av glasen på brottsplatsen.
TV-serien Presumed Innocent (2024) är en nyinspelning av samma bok.

## Rollista (i urval)
- Harrison Ford – Rusty Sabich
- Raul Julia – Sandy Stern
- Greta Scacchi – Carolyn Polhemus
- Brian Dennehy – Raymond Horgan